# Вольтумна
Вольтумна (лат. Voltumna) або Вельта (лат. Veltha) — в етруській міфології хтонічний бог землі із сонму етруських божеств. Зображувався двостатевою істотою, безбородою і безвусою, з фруктами в руках. Римляни іменували його Вертумном.
У VI столітті до н. е. 12 етруських міст об'єдналися в Етруський союз; релігійним центром цього союзу став храм Вольтумни (Fanum Voltumnae), що розташовувався неподалік міста Вольсінії (сучасний Орв'єто), де союзники збиралися для спільних нарад. До зборів приурочувалися жертвопринесення, ігри та ярмарки.